# Muséum d'histoire naturelle de Chambéry
Le muséum d'histoire naturelle de Chambéry est un musée d'histoire naturelle situé en France sur la commune de Chambéry, dans le département de la Savoie, en région Auvergne-Rhône-Alpes.
Il est géré par la Société d'histoire naturelle de la Savoie (SHNS), depuis son inauguration en 1846.

## Situation

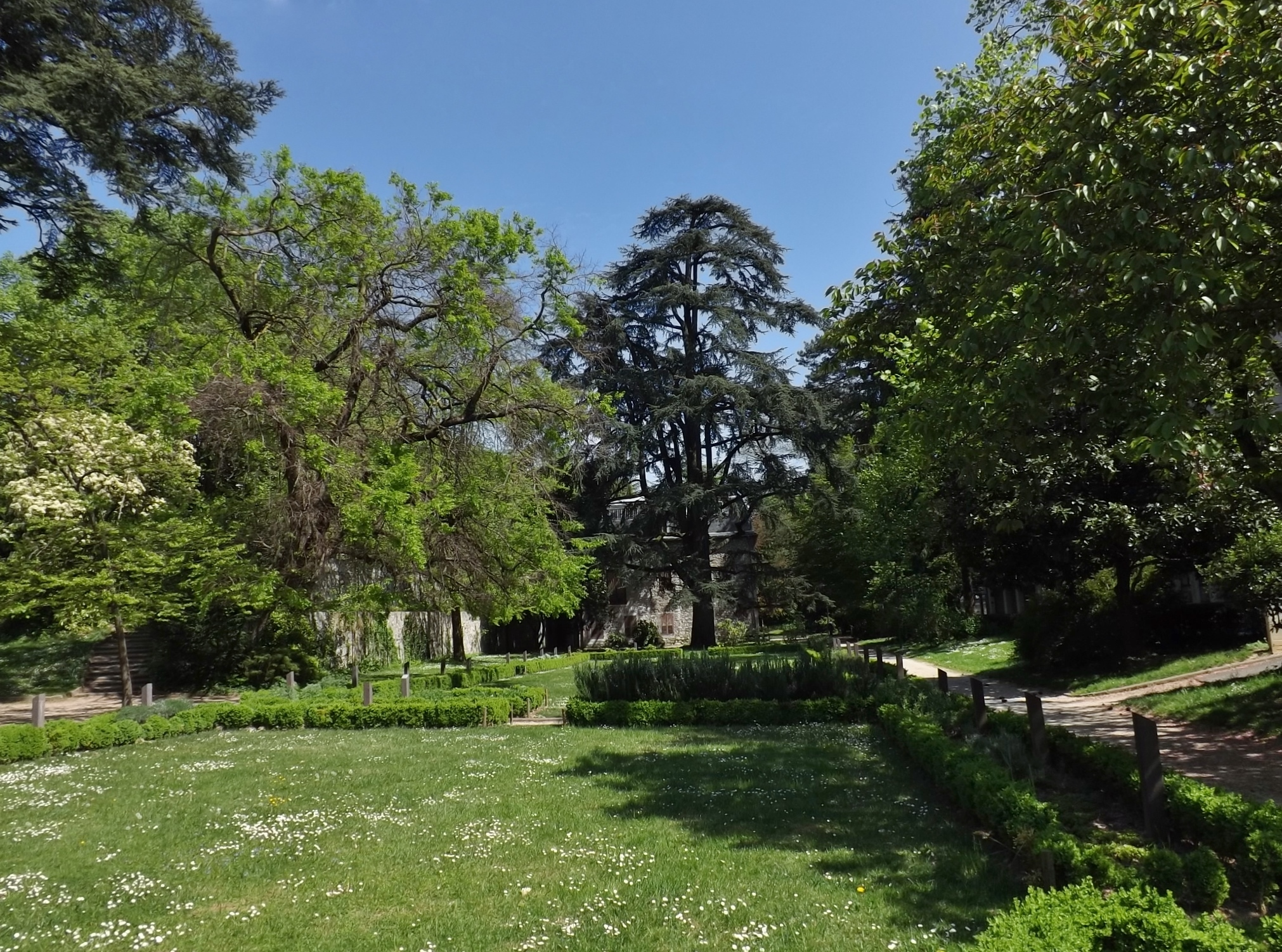
Jardin des senteurs avec le musée visible au loin.

Le muséum d'histoire naturelle de Chambéry est situé au sud de la commune, en contrebas du château dit « des Ducs de Savoie », au pied du quartier de Bellevue installé sur les premières pentes du massif de la Chartreuse. Il est ainsi installé dans l'ancienne maison des jardiniers du château.
Cet emplacement correspondait à la partie basse des jardins royaux du château de Chambéry qui aux débuts du musée avaient laissé place à un jardin botanique et zoologique. Toutefois, la volonté de Napoléon III de tracer une nouvelle allée, dite « allée Cavalière », au sud du château, va remplacer une partie de ce jardin dans sa partie est.
La partie ouest, préservée, est aujourd'hui intégrée dans un jardin dit « jardin du muséum » ou « jardin des senteurs » du fait de la possibilité laissée aux promeneurs de toucher et sentir librement une quarantaine de variétés de plantes.
Le muséum a également été longé pendant plusieurs années par l'ancienne Route nationale 6 reliant Lyon à l'Italie par le col du Mont-Cenis et à ce titre longtemps surnommée « Route de Lyon ». À la fois déclassée et détournée, la route porte aujourd'hui le nom d'Avenue de Lyon.

## Histoire

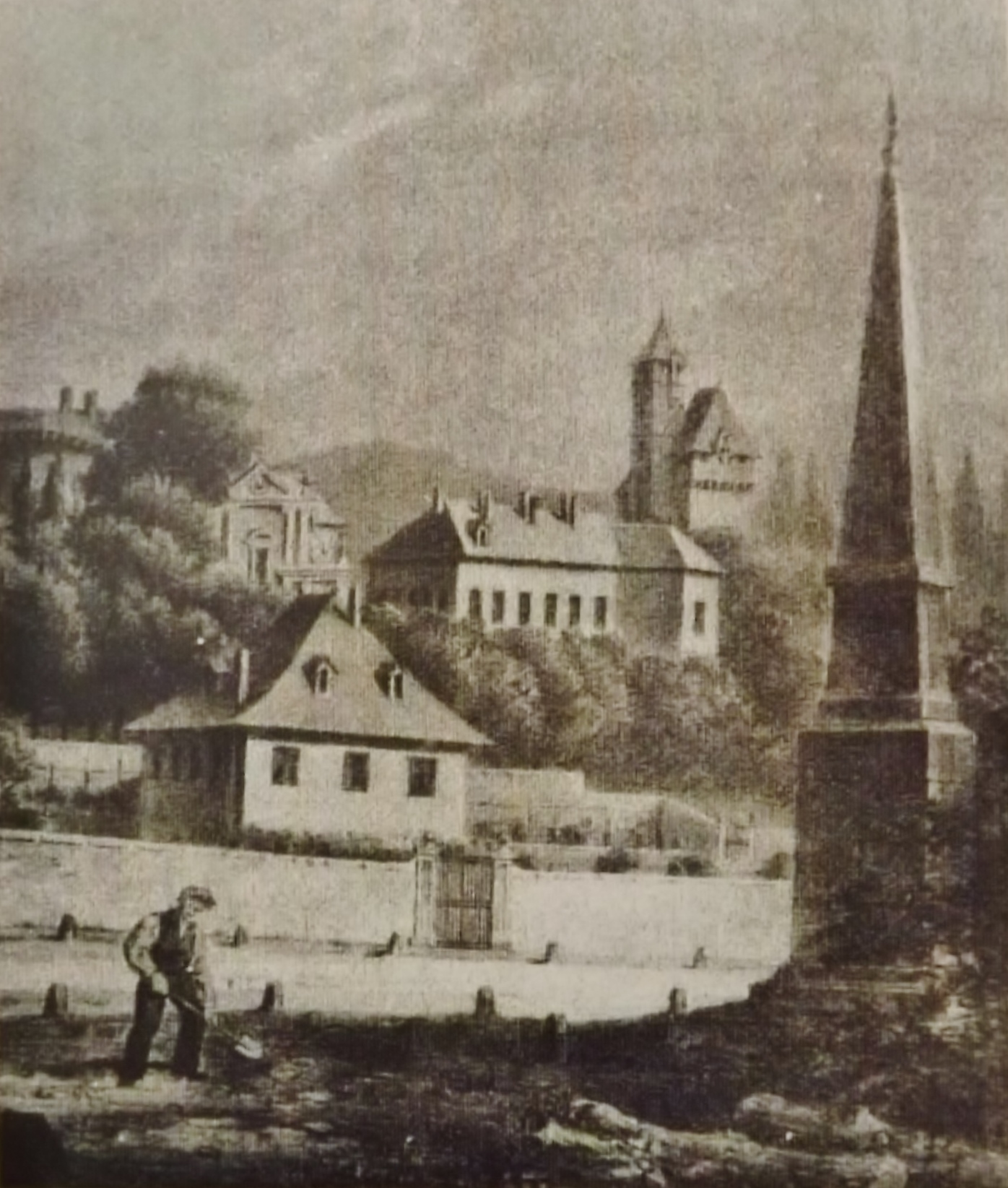
Le pavillon du jardinier du château en 1832, futur musée.

Le muséum d'histoire naturelle est créé en 1846, soit deux ans après la création de la Société d'histoire naturelle de Savoie (SNHS), l'une des nombreuses sociétés savantes de Savoie. Tous deux sont à l’initiative du roi Charles-Albert de Piémont-Sardaigne, la Savoie ne devenant département français qu'à partir de 1860.

### Naissance de la Société d'histoire naturelle de Savoie (SNHS)
Une ordonnance royale du roi Charles-Albert autorise la formation de la Société d'histoire naturelle en Savoie par lettres patentes du 28 septembre 1844, et entérinées le 19 octobre.  L'initiative de la création ce cette société d'histoire naturelle revient au marquis Pantaléon Costa de Beauregard, passionné d'ornithologie ; Félix Genin (ca.1813-1898), naturaliste (entomologiste), et le chanoine François Chamousset (1808-1882), professeur au séminaire de Chambéry, spécialisé en géologie et botanique, qui décide de mettre en commun leur collection.
Le 5 décembre suivant, alors que la société compte 57 adhérents, la première assemblée générale se tient à l’hôtel de ville de Chambéry et élit à l'unanimité le marquis Pantaléon Costa de Beauregard président et le cardinal Alexis Billiet président honoraire. Durant l'année qui s'écoule, ce nombre double, puis triple en 1850. Contrairement à l'Académie de Savoie, la SNHS est ouverte au plus grand nombre, notamment à la petite bourgeoisie.
La création de SNHS permet la mise en place rapide d'un musée, d'un jardin botanique ainsi que la publication d'une revue, le Bulletin de la Société d'histoire naturelle de Savoie (mensuel).
L'enthousiasme des premiers temps est mis à mal par la multitude de projet. En 1855, une partie des membres quitte la SNHS, notamment François Rabut (1819-1893), professeur d'histoire à Chambéry, archéologue ainsi que Conservateur du musée d'histoire naturelle. Il fondera plus tard avec d'autres la Société savoisienne d'histoire et d'archéologie.
Elle est reconnue comme « établissement d'utilité publique » par décret.

### Naissance du Muséum d'histoire naturelle
Un emplacement pour le futur musée devant par la suite être trouvé, le souverain Charles-Albert décide d'offrir la maison des jardiniers du château des Ducs de Savoie attenant, ainsi que la partie basse du jardin Royal pour la constitution du futur jardin botanique. Leur concession définitive est approuvée le 7 août 1845 à l’occasion de la troisième assemblée générale de la Société, qui en reçoit la gestion la mise en possession à usage gratuit. Le nouveau muséum aménagé accueille finalement sa première assemblée générale le 18 juin 1846.
Sitôt la société créée, de nombreux dons sont recensés, parmi lesquels un gypaète barbu de la vallée de la Maurienne ainsi que 2 000 insectes et 1 700 coléoptères dès 1844, des minéraux et fossiles et un herbier de Savoie en 1845 ou encore 1 200 échantillons du Jurassique en 1846. Fin décembre 1849, la collection du muséum s'enrichit d'un lynx, offert quelques années plus tôt pour le jardin zoologique et retrouvé mort la veille. Ce jardin zoologique comportait également un aigle, des marmottes et un chamois.
L'année 1849 marque aussi la création de 22 sections du muséum : archives, bibliothèque, bâtiment, archéologie et numismatique, chimie, minéralogie, géologie, botanique (herbier et jardin), zoologie, insectes, arachnides, crustacés, annélides, mollusques, poissons, reptiles, oiseaux, œufs et nids, mammifères, animaux vivants, et anatomie comparée. En 1850, le muséum ouvre ses portes au public et la Société publie son premier bulletin.
Le 1er février 2003, le muséum obtient le label national « Musée de France » qui « porte à la fois sur les collections et les institutions qui les mettent en valeur ».

## Le musée

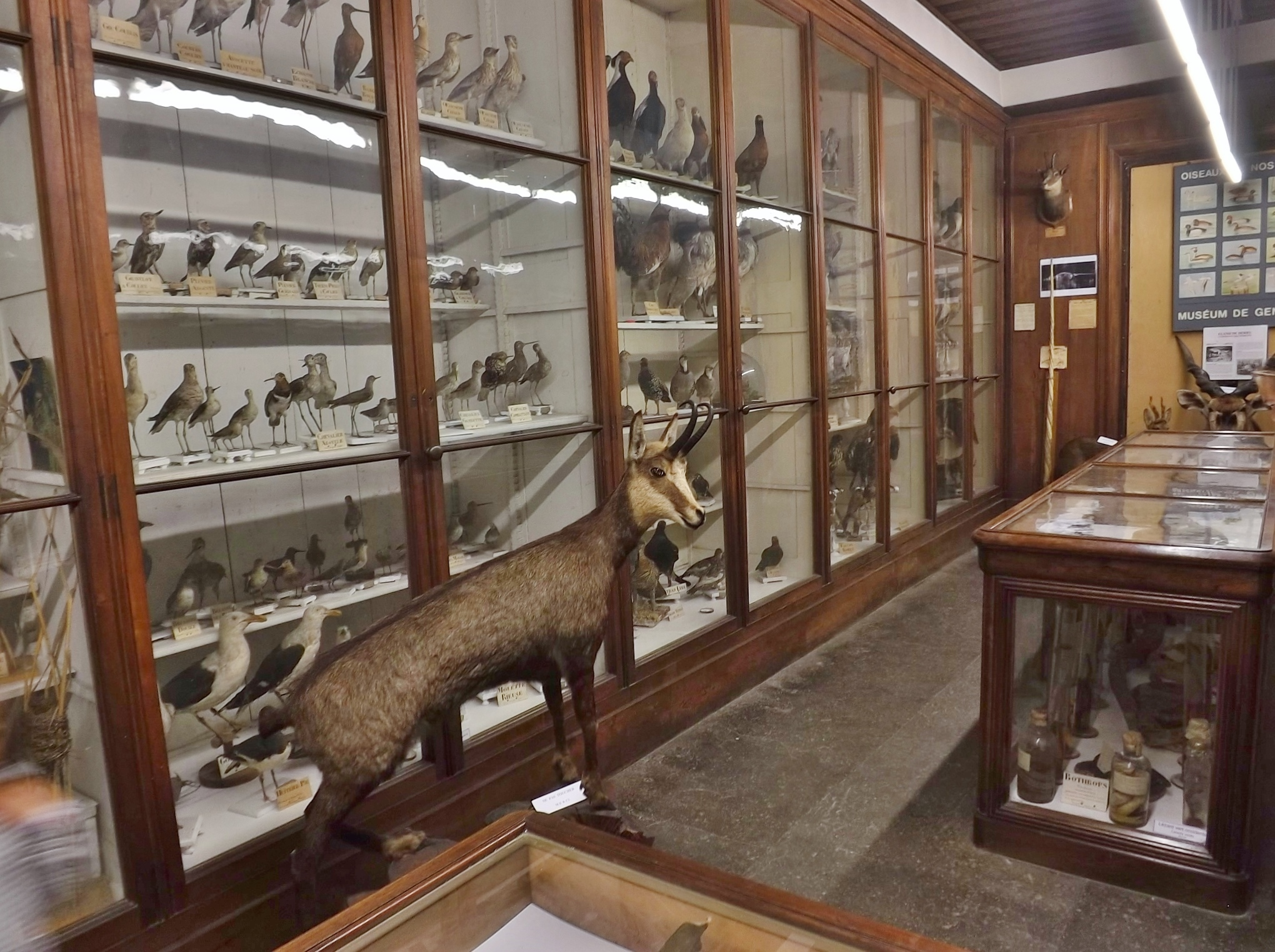
Collections dans la salle de zoologie.

### Collections
Le muséum de Chambéry abrite quelque 120 000 spécimens d'animaux, mammifères, oiseaux, mollusques ou encore insectes, comme les lépidoptères, le département de la Savoie en comptant 75 % des espèces. S'ajoutent également des minéraux et des fossiles.

### Gestion et visites
Le muséum demeure aujourd'hui géré par la Société d'histoire naturelle de la Savoie et sa dizaine de bénévoles, ses tutelles que sont la commune et le département étant considérées insuffisamment contributives à sa gestion. À ce titre, il n'est ouvert au public que les mercredis après-midi et sur réservations pour les groupes le reste de la semaine.
La SHNS publie par ailleurs des bulletins périodiques trimestriels d’une soixantaine de pages d’articles scientifiques.

## Fréquentation
| 2001  | 2002  | 2003  | 2004  | 2005  | 2006  | 2007 | 2008 | 2009 | 2010 | 2011 | 2012 | 2013 | 2014 |
| ----- | ----- | ----- | ----- | ----- | ----- | ---- | ---- | ---- | ---- | ---- | ---- | ---- | ---- |
| 3 163 | 3 444 | 2 850 | 3 005 | 3 165 | 2 974 | 938  | ?    | ?    | ?    | ?    | ?    | ?    | ?    |

En 2015, le Musée estime accueillir entre 4 000 et 7 000 visiteurs par an.